# Cortes de Aragón
Corts d'Aragó (català), Cortes de Aragón (castellà), Cortz d'Aragón (aragonès), és un municipi d'Aragó a la província de Terol i a la comarca de les Conques Mineres a la part nord del Sistema Ibèric i on ja comença la depressió de l'Ebre, entre el canvi d'aigües del riu Martín i del riu Aguas.